# Francisco Fabro Bremundán
 (janvier 2025).
Francisco Fabro Bremundán (né François Faivre ou Febvre De Bremondans) est un historien, écrivain et journaliste bourguignon.

## Biographie
Francisco Fabro Bremundán naquit vers 1620, à Besançon, d’une famille patricienne. Envoyé fort jeune à Madrid, il y fut élevé dans la maison et sous les yeux du célèbre Diego de Saavedra Fajardo. Ses études terminées, il fut attaché comme secrétaire au comte de Fuentes, qu’il accompagna dans les Pays-Bas. Il y remplit ensuite divers emplois. Vers 1650 il s'installa en Italie. Là il apprit rapidement l'italien et écrivit plusieurs ouvrages dans cette langue. Il fut admis à l’académie des Faticosi de Milan. Rentré en Espagne, il fut placé près de don Juan José d'Autriche, qu’il suivit dans son gouvernement de la Catalogne. Bremundán fut le premier rédacteur en chef de la Gaceta de Madrid, le premier journal d'information générale apparu en Espagne, publiée à Madrid à partir de 1661. Entre 1677 et 1679, il fut chargé de la rédaction de la Gazeta ordinaria de Madrid, publiée chaque semaine de juillet 1677 à avril 1680. Après la mort de don Juan, il revint à Madrid occuper un emploi de confiance dans les bureaux du ministère. Fabro mourut à Madrid le 12 janvier 1698.

## Œuvres
On doit à Fabre des éditions de l’Ars poetica du P. Alessandro Donati ; de la Recreazione del savio du P. Daniello Bartoli. On sait qu’il avait composé des Discorsi, récités à l’académie imaginaire des Ammartellati, et plusieurs autres ouvrages. Les plus connus sont[réf. nécessaire] :
- l’Eroe trionfante, istoria delle gloriose azioni di Mocenigo II, procuratore di San Marco e capitano generale del mare, Venise, 1651, in-4°.
- Delle lettere scritte in varie lingue ed in diversi argomenti, libri tre, Milan, Giulio Cesare Malatesta, 1661, 242 p. (lire en ligne). Ces lettres sont adressées à des artistes ou à des littérateurs célèbres, tels que Salvator Rosa, Carlo Maria Maggi, Daniello Bartoli, Sertorio Orsato, Jean Chrysostome Magnen, etc. On y trouve plusieurs des détails sur la vie de l’auteur.
- Historia de los hechos de Don Juan d’Austria en el principado de Cataluña, Saragosse, 1673, 4 tom. in-fol. ;
- Viage del rey D. Carlos II al regno de Aragon el año de 1677, Madrid, 1680, in-4°.
- Floro histórico de la guerra sagrada contra Turcos, Madrid, 1684, 1693, 5 vol. in-4°.
- Historia de las revoluciones de Navarra, ouvrage cité dans la Bibliotheca hispana nova d’Antonio.